# Roald Larsen
Roald Morel Larsen (* 1. Februar 1898 in Kristiania (heutiges Oslo); † 28. Juli 1959 ebenda) war ein norwegischer Eisschnellläufer.
Sein erfolgreichstes Jahr war 1924, als er Mehrkampf-Weltmeister, Mehrkampf-Europameister und norwegischer Mehrkampf-Meister wurde. Zusätzlich gewann er bei den Olympischen Winterspielen 1924 in Chamonix zwei Silber- und drei Bronzemedaillen. Seine Bilanz wurde nur dadurch getrübt, dass er sich dort in allen Disziplinen hinter dem Finnen Clas Thunberg klassierte.
In den darauf folgenden Jahren gewann er einige weitere Medaillen, unter anderem eine weitere Bronzemedaille bei den Olympischen Winterspielen 1928 in St. Moritz. Er nahm danach gelegentlich noch an Wettkämpfen teil, jedoch feierte er nach 1928 keine größeren Erfolge mehr. 
Nach seinem Rückzug aus dem Eisschnelllauf trat er in die Fußstapfen seines Vaters und wurde Glaser. Er gründete 1937 die Firma Roald Larsen AS in Oslo. Diese existiert nach wie vor. 

## Weltrekorde
Im Verlaufe seiner Karriere hat Larsen einen Weltrekord aufgestellt:
| Disziplin | Zeit | Datum           | Ort   |
| --------- | ---- | --------------- | ----- |
| 500 m     | 43,1 | 4. Februar 1928 | Davos |